# Vénus enlevée par Rigadin
Pour plus de détails, voir Fiche technique et Distribution.
Vénus enlevée par Rigadin est un film muet français réalisé par Georges Monca, sorti en 1914.

## Fiche technique
- Titre : Vénus enlevée par Rigadin
- Réalisation : Georges Monca
- Scénario : Louis Le Lasseur de Ranzay
- Photographie :
- Montage :
- Société de production : Pathé Frères
- Société de distribution : Pathé Frères
- Pays d'origine :  France
- Langue : film muet avec les intertitres en français
- Métrage : 275 mètres
- Format : Noir et blanc — 35 mm — 1,33:1 — Muet
- Genre :  Comédie
- Durée : 9 minutes et 10 secondes
- Dates de sortie : 
  -  France : 2 janvier 1914

## Distribution
- Charles Prince : Rigadin
- Armand Lurville
- Henri Bosc
- Victor Benoit
- Louis Brunais
- Henri Collen
- Magda Simon
- Gabrielle Debrives
- le chien Bobo